# Dicranales
Les dicranals (Dicranales) són un ordre de molses de la classe Bryopsida. És un ordre molt ric en espècies i àmpliament distribuït pels dos hemisferis.

## Característiques
És un ordre difícil de caracteritzar per la seva gran variabilitat de formes vegetatives que presenten els diferents gèneres. En aquest sentit, el protonema (estadi primigeni del gametòfit) pot ser persistent o bé efímer, també són variables en mida, poden mesurar des d'uns quants mil·límetres fins a decímetres de llarg. Són principalment molses acrocarpiques (esporòfits situats sobre l'àpex del caulidi), amb fil·lidis lanceolats predominantment estrets i amb nervi. Sovint, els fil·lidis tenen base ovalada i àpex allargat. Les cèl·lules de la làmina són rectangulars o quadrades i en alguns casos papil·losades (amb petites irregularitats a la membrana).
L'esporòfit té una seta vertical i una càpsula que pot ser semiesfèrica o cilíndrica. La majoria de les espècies tenen un peristoma format per 16 dents lanceolades, profundament dividides. Són estriades a la part inferior, papil·losades a la part superior.

## Famílies
Conté 16 famílies, tres de les quals contenen espècies autòctones als Països Catalans:
- Dicranaceae
- Ditrichaceae
- Leucobryaceae